# Myrtle Cagle
Pour les articles homonymes, voir Cagle.
Myrtle « Kay » Thompson Cagle, née le 3 juin 1925, est une pilote américaine et un des membres du groupe d'astronautes femmes de Mercury 13. Elle a travaillé comme instructeur de vol et a écrit sur l'aviation en Caroline du Nord.

## Biographie

### Avant Mercury 13
Mayrtle Cagle est née le 3 juin 1925 en Caroline du Sud et la maison familiale était à Selma, en Caroline du Nord. Cagle a toujours voulu voler depuis qu'elle était jeune. Quand elle avait 12 ans, ses frères lui apprirent à voler grâce à l'avion qu'ils possédaient. Quand elle a "gagné ses ailes" à l'âge de 14 ans, elle était le plus jeune pilote de Caroline du Nord et, à l'époque, pourrait avoir été le plus jeune des États-Unis. Elle a rejoint le cours d'aéronautique du lycée. Lorsque l'instructeur de l'école a été appelé pour la Seconde Guerre mondiale, elle a terminé l'année en tant que l'enseignante. En tant qu'instructeur de vol, elle était surnommée « Captain K ». Myrtle Cagle obtint sa licence de pilote privé à dix-neuf ans.
Myrtle Cagle rejoignit la Civil Air Patrol, les Ninety-Nines et je voulais devenir une Women Airforce Service Pilot.Myrtle Cagle dirigea un aéroport près de Raleigh et sa propre charte d'avion (?). En 1950, elle reçut un trophée dans le Powder Puff Derby. Elle obtint sa Licence de pilote commercial avec « Airplane Single and Multi-Engine Land ratings and Instrument ratings » en 1951. Elle a également été certifiée instructeur de vol, instructeur des instruments de vol et instructeur sol. Son école de pilotage était située à Selma.
Cagle a commencé à écrire une colonne appelée Air Currents (« Courants d'air ») en 1946 pour le  journal Johnstonian Sun à Selma. Plus tard, la colonne a été déplacée dans le Raleigh News and Observer de 1953 à 1960. Quand elle a volé sur un avion d'entraînement T-33, elle est devenue l'une des cinq femmes qui avaient « jamais piloté un avion à réaction ».

### Mercury 13
Myrtle Cagle s'est mariée avec un ancien élève, Walt Cagle, en 1960. Sa robe de mariée fut faite à partir de parachutes. Elle a déménagé à Macon, dans l'État de Géorgie, en 1961. Peu de temps après son arrivée, elle fut invitée à participer au nouveau programme Women in Space (« Femmes dans l'espace »). Myrtle Cagle avait 4 300 heures de vol au début du programme. Myrtle Cagle et les douze participantes devinrent connues comme « Mercury 13 ». Pendant le programme, les administrateurs lui demandèrent de ne pas tomber enceinte. Parmi la multitude de tests qu'elle a subis dans le cadre de ce programme, elle a noté que l'une des pires épreuves qu'elle a eu à faire était d'avoir ses tympans gelés.

### Après Mercury 13
Myrtle Cagle est retournée à l'enseignement du vol et s'est également inscrite à l'université de Mercer. Elle a continué à être impliquée dans la Civil Air Patrol. En 1964, elle a participé à la Course aérienne internationale féminine. En 1986, elle est devenue membre de la Warner Robins Air Logistics Team. En 1988, Myrtle Cagle est devenue la deuxième femme « to graduate with an airframe and powerplant mechanic's rating » à l'Institut technique de Géorgie. Elle volait encore sur son monomoteur Cessna en 1998, à l'âge de 73 ans, même si elle avait pris sa retraite de l'enseignement à la Robins Air Force Base. Le 26 avril 2003, Cagle a été intronisée au temple de la Géorgie de l'Aviation Hall of Fame. En 2007, elle et huit des autres membres de Mercury 13 reçurent un doctorat honorifique de l'université du Wisconsin à Oshkosh.